# 4477 Kelley
4477 Kelley eller 1983 SB är en asteroid i huvudbältet som upptäcktes den 28 september 1983 av Rozhen-observatoriet. Den är uppkallad efter Michael S. Kelley.
Asteroiden har en diameter på ungefär 4 kilometer.